# 예수의 부활

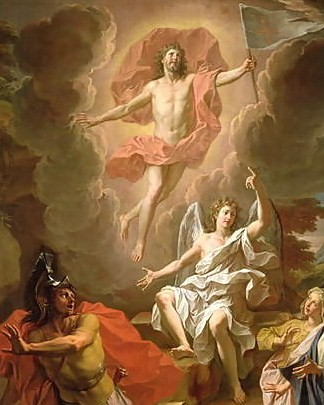
노엘 쿠아펠의 예수의 부활, 1700년.

예수의 부활(resurrection of Jesus, 復活)은 안식일 전날(현재의 금요일)에 십자가에서 죽은 예수가 안식일 다음날(현재의 일요일)에 무덤에서 되살아 난 사건을 말한다. 예수 그리스도의 부활에 대한 믿음은 기독교의 가장 중심적인 신앙을 형성한다. 이것은 단순히 한 인간이 죽음에서 되살아났다는 것을 의미하는 것이 아니라, 기독교에서 말하는 하나님의 아들인 예수 그리스도가 죽음을 이기고 되살아 난 것으로 스스로 하느님이자 인간임을 보여 주는 것이며 나아가 그를 믿는 모든 자의 죄를 사하여 구원하였음을 보여주는 사건이다.
예수 그리스도의 죽음이 인간의 죄과(罪過)를 씻기 위한 죽음이지만, 부활은 인간의 죄와 그 결과인 죽음을 이겼다는 것을 나타내며, 이로써 하나님 스스로가 생명과 죽음의 주(主)임을 계시했다고 성경에서는 말한다. 바울로도 "만일 예수께서 부활하시지 않았다면 우리들의 선교(宣敎)는 헛된 일이며, 또한 여러분의 신앙도 헛된 것이다"라고 말했으며, 또한 그 스스로가 부활한 그리스도와 만났다는 이야기를 하여 그가 부활한 예수를 만났다고 기록하고 있다.

## 개요
기독교에서 예수의 부활은 예수가 십자가에 못 박혀 죽임 당한 지 사흘째 날에 부활한 것을 가리킨다. 이것은 기독교의 믿음과 신학에서 중요한 요소이다. 예수의 부활은 부활한 지 사십 일이 지나 하늘에 오른 일과는 다른 것이다.
신약성경에서 로마 사람들이 예수를 십자가에 못 박을 때 그는 새로운 무덤에 묻혔으나 죽은 사람들 가운데서 일어나 하늘에 오르기 앞서 사십 일에 걸쳐 많은 사람들에게 보였다. 봄마다 기독교인들은 십자가에 못박힌 날인 성 금요일 사흘 뒤인 부활절에 예수의 부활을 축하한다. 부활절 시기는 유월절의 시기와 거의 일치한다.
복음서의 일화에서 예수는 그가 죽어서 부활할 것임을 예언하고 이것이 하느님 아버지의 계획에 기초한다고 말하였다. 기독교인들은 예수의 부활을 구원과 구속이라는 계획의 일부로 본다.

### 성경에 기록된 예수 부활의 증거
| 마태복음                                                               | 마르코 복음                                                                   | 누가복음 | 요한복음                                                                         |
| ---------------------------------------------------------------------- | ----------------------------------------------------------------------------- | --- | -------------------------------------------------------------------------------- |
| 비어있는 무덤 (28장 1-7)                                               | 비어있는 무덤 (16장 1-7)                                                      | 비어있는 무덤 (24장 1-7) | 비어있는 무덤 (20장 1-10)                                                        |
| 부활하신 예수님께서 막달라 마리아와 다른 마리아에게 나타남 (28장 9-10) | 부활한 예수가 막달라 마리아에게 나타나심 (16장 9)                             | | 부활하신 예수가 막달라 마리아에게 나타남 (20장 11-18)                            |
|                                                                        | 예수가 두 제자들에게 나타남 (16장 12)                                         | 예수가 두 제자들에게 나타나심 (24장 13-31) |                                                                                  |
| 예수가 열 한 제자들에게 나타남 (28장 16-20)                            | 예수가 열 한 제자들에게 나타남 (16장 14-18)                                   | 예수가 제자들에게 나타남 (24장 36-50) | 예수가 제자들에게 나타남 (20장 19-31); 예수가 제자들에게 다시 나타남 (21장 1-22) |
|                                                                        | 예수가 하늘로 올라감 (16장 19)                                                | 예수가 하늘로 올라감 (24장 51) |                                                                                  |
| 사도행전                                                               |                                                                               | |                                                                                  |
| 예수가 부활한 후 40일 동안 사도들에게 나타남 (1장 3)                   | 예수가 사도들과 함께 머물며 그들에게 성령 세례를 받을 것이라고 말함 (1장 4-5) | 예수가 제자들에게 "성령님이 너희에게 오시면 너희가 성령을 받아 예루살렘과 온 유대와 사마리아와 땅 끝까지 이르러 내 증인이 될 것이다." 라고 말함 (1장 8) | 예수가 하늘로 올라감(1장 9)                                                      |

## 역사성

### 문헌 비평
예수의 부활에 대한 가장 오래된 기록은 기원후 50~58년경에 작성된 것으로 인정되는 바울로 서신에서 나타난다. 여기서 바울로는 예수의 가르침보다도 예수의 고난과 사망, 부활, 그리고 언젠가 있을 재림의 모습을 더 집중적으로 다룬다. 특히 고린토인들에게 보낸 첫째 편지 15장 1~8절에서 바울로는 자신이 회심한지 얼마 되지 않아 예수를 만난 이야기를 전한다. 그리스도는 "성경대로" 사흘째 되는 날에 부활하여 여러 제자들에게 나타났다고 기록하는데 베드로에게 나타난 뒤 열두 제자, 그리고 오백 명에게 동시에 나타난 뒤 야고보, 그리고 모든 사도들에게 나타난 뒤에 자기 자신에게 나타났다고 적는다. 다른 복음서들과는 달리 여성들에게 나타났다는 기록은 적지 않는데, 하버마스는 이것이 여성들의 이야기에 큰 신뢰를 부여하지 않았던 초기 기독교 공동체의 모습에서 기인한다고 해석한다. 대부분의 학자들은 여기에 기록된 이야기들이 예수의 죽음으로부터 6개월 ~ 3년 이내에 일어난 사건으로 해석한다.
그 다음으로 예수의 부활에 대해 기록하고 있는 책은 기원후 70~110년 경에 기록된 것으로 인정되는 복음서들과 사도행전이다. 그러나 마르코의 복음서, 루가의 복음서의 저자는 부활한 예수와 직접 만나지 않은 것으로 여겨진다. 첫째로 마르코의 복음서의 초기 사본들 중에는 예수의 부활 후 이야기를 담지 않은 소위 "짧은 끝맺음" 사본이 많이 있다. 둘째로 루가의 복음서에서는 부활한 예수가 엠마오로 가는 길에서 글레오파와 베드로에게 등장한 뒤 열두 제자에게 모습을 드러내고 사도행전에서 바울로에게 모습을 드러내는데 이는 바울로의 증언과 동일한 것이다.

## 갤러리

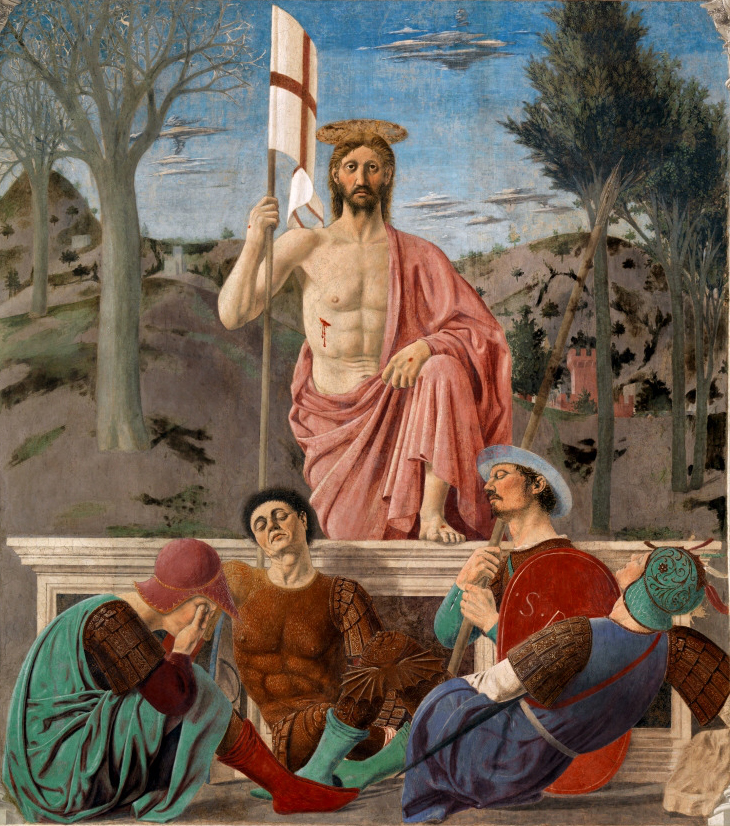
피에로 델라 프란체스카, 15th century
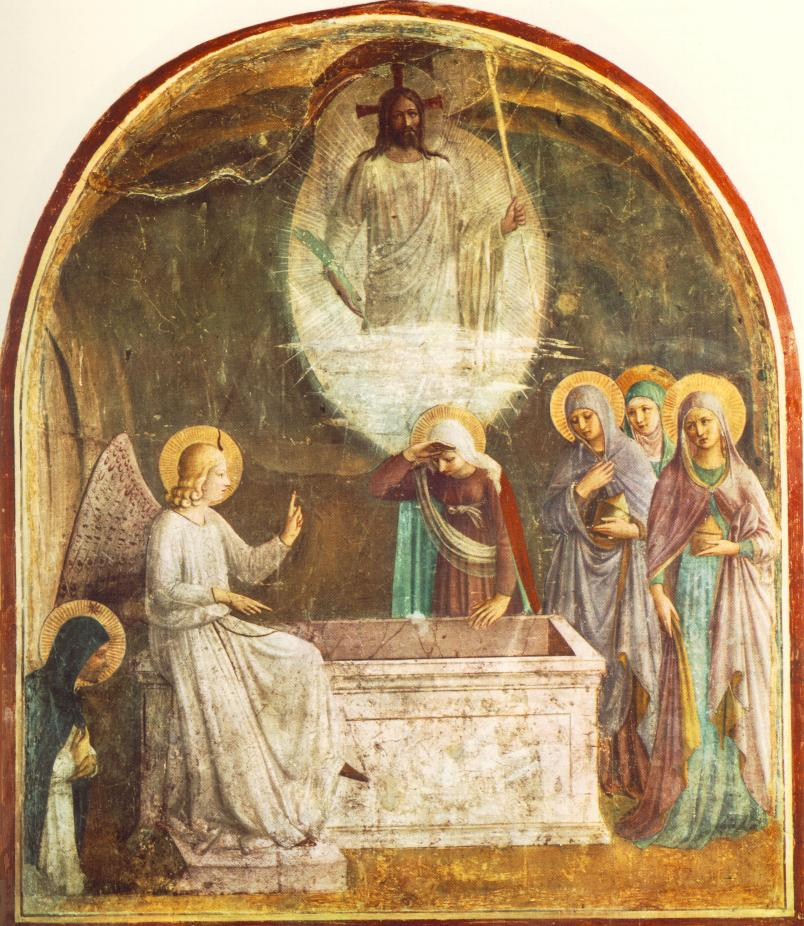
프라 안젤리코 , 1440-1441
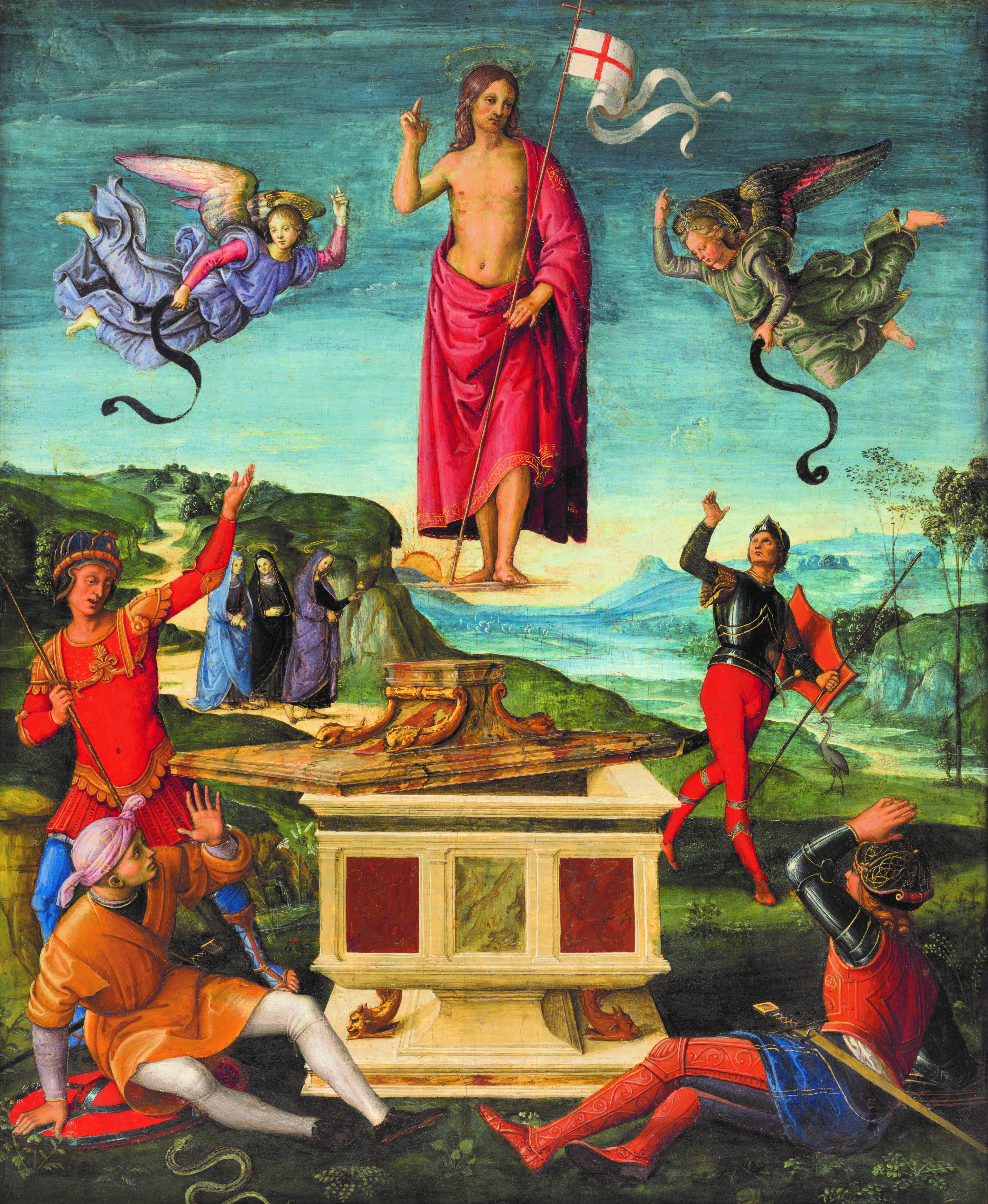
라파엘, 1449-1502
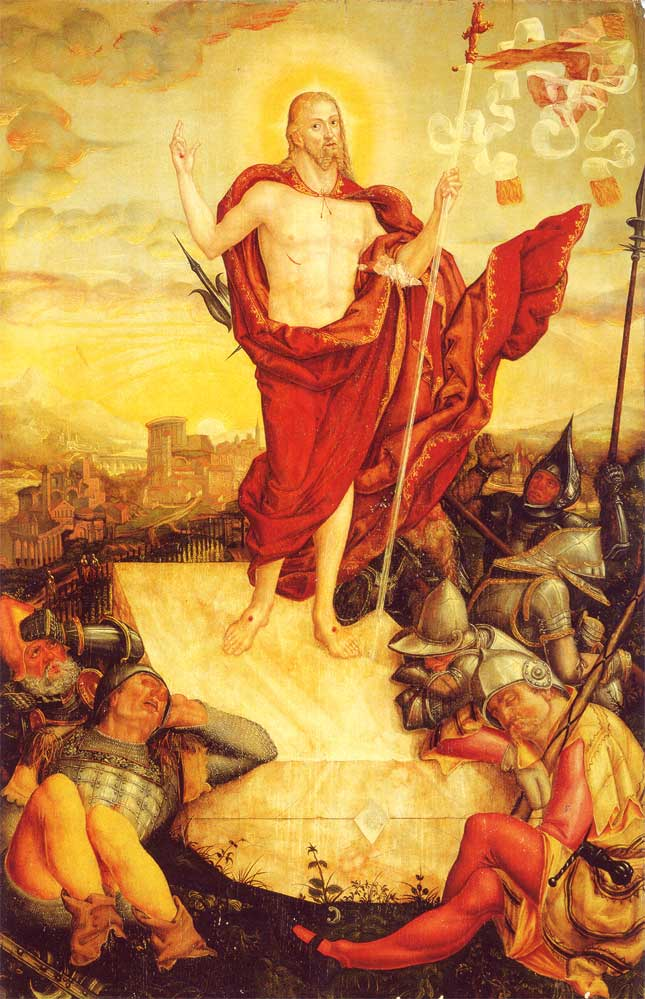
루카스 크라나흐, 1558

## 같이 보기
- 부활절